# Patellidae
Patellidae – jedyna rodzina w rzędzie Patellogastropoda, grupująca niewielkie i średniej wielkości ślimaki morskie o charakterystycznych czapeczkowatych (czareczkowatych) muszlach, występujące głównie w strefie pływów. Szeroko rozprzestrzeniona w wodach w strefie klimatu umiarkowanego i tropikalnego.

## Etymologia nazwy
Nazwa rodzaju wynika z podobieństwa muszli do czarki (patella łac. – czara ofiarna, misa).

## Cechy morfologiczne

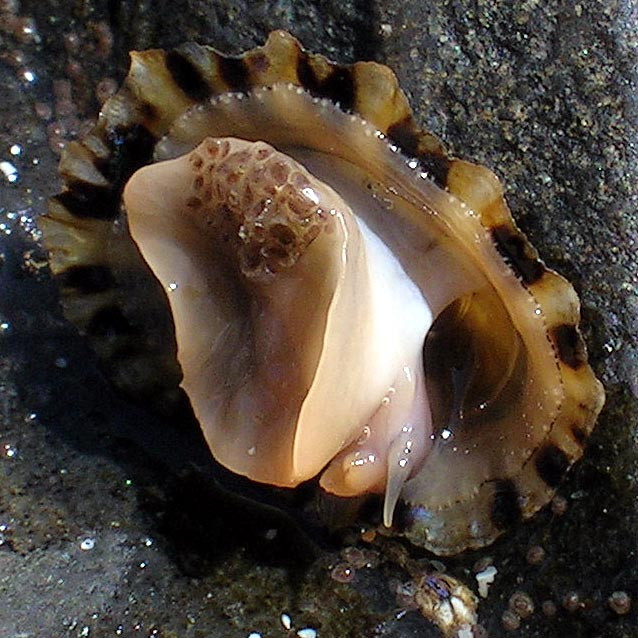
Czaszołka pospolita (Patella vulgata) – widok na nogę i głowę (Hiszpania)

Wielkość muszli waha się od małej do średniej (2–11 cm). Muszla ma kształt stożkowaty, czapeczkowaty, czareczkowaty. Wierzchołek położony pośrodku, muszla w części wierzchołkowej wewnętrznej pogrubiona przez kallus, o perłowej, iryzującej lekko barwie. Zewnętrzna powierzchnia muszli gładka lub promieniście żeberkowana, z delikatnymi liniami wzrostowymi. Wieczka brak. Na kształt muszli wpływa siedlisko, w którym żyją osobniki – osobniki żyjące na skałach narażonych na uderzenia fal mają muszle płaskie, bardziej masywne, natomiast te żyjące na roślinach i w siedliskach osłoniętych mają muszle wyższe, bardziej ornamentowane.
Noga silnie umięśniona, przy jej pomocy ślimak przytwierdza się silnie do podłoża (potrzeba dużej siły, nawet kilkunastokilogramowej, żeby go oderwać).

## Występowanie
Przedstawiciele rodziny występują pospolicie w morzach stref klimatu umiarkowanego i tropikalnego.

## Biologia i ekologia

### Zajmowane siedliska
Żyją w litoralu, w strefie pływów, a także w strefie oprysku. Najliczniej spotykane na podłożach skalistych. Podczas odpływu nie cofają się z wodą, lecz silnie przywierają do skał, gromadząc pomiędzy muszlą i płaszczem a podłożem zapas wody, który umożliwia im doczekanie przypływu.

### Odżywianie
Roślinożercy, zdrapywacze, rozdrabniacze – żywią się trawami morskimi, glonami, peryfitonem (w tym drobnymi gąbkami i larwami sesylnych skorupiaków). Żerują w czasie przypływu.

### Rozmnażanie
Rozdzielnopłciowe, okres rozrodu od kwietnia do września. Jaja przytwierdzane są do skał i otaczane cienką warstwą śluzu. Młode dojrzałość płciową uzyskują po roku.

## Podział taksonomiczny
Rodzina Patellidae obejmuje następujące występujące współcześnie rodzaje:
- Cymbula H. Adams & A. Adams, 1854, synonimy: Patellona Thiele, 1891 Laevipatella Pallary, 1920
- Helcion Montfort, 1810
- czaszołka Patella Linnaeus, 1758; rodzaj typowy; synonimy: Ansates G.B. Sowerby II [ex Klein], 1839, Patina Gray, 1840
- Scutellastra H. Adams & A. Adams, 1854; synonim: Ancistromesus Dall, 1871

oraz rodzaje wymarłe:
- Berlieria de Loriol, 1903 †
- Proscutum P. Fischer, 1885 †